# TT78
La tomba di Horemhab o Haremhab, identificata con la sigla TT78 (Theban Tomb 78) è una delle Tombe dei Nobili ubicate nell’area della cosiddetta Necropoli Tebana, sulla sponda occidentale del Nilo dinanzi alla città di Luxor in località Sheikh Abd el-Gurna, nei pressi di Luxor in Egitto. Destinata a sepolture di nobili e funzionari connessi alle case regnanti, specie del Nuovo Regno, l'area venne sfruttata, come necropoli, fin dall'Antico Regno e, successivamente, sino al periodo Saitico (con la XXVI dinastia) e Tolemaico.

## Titolare
TT78 era la tomba di:
| Titolare | Titolo                                                                                          | Necropoli           | Dinastia/Periodo                              | Note                                                  |
| -------- | ----------------------------------------------------------------------------------------------- | ------------------- | --------------------------------------------- | ----------------------------------------------------- |
| Horemhab | Scriba reale e Scriba delle reclute, Capitano degli arcieri e Sovrintendente del bestiame reale | Sheikh Abd el-Qurna | XVIII dinastia (Thutmosi III - Amenhotep III) | in alto sul versante est della collina, sopra la TT81 |

### Biografia
Uniche notizie biografiche ricavabili dalle rappresentazioni parietali della TT78 sono il nome della madre, Esi, e della moglie, Ithuy.

## Descrizione

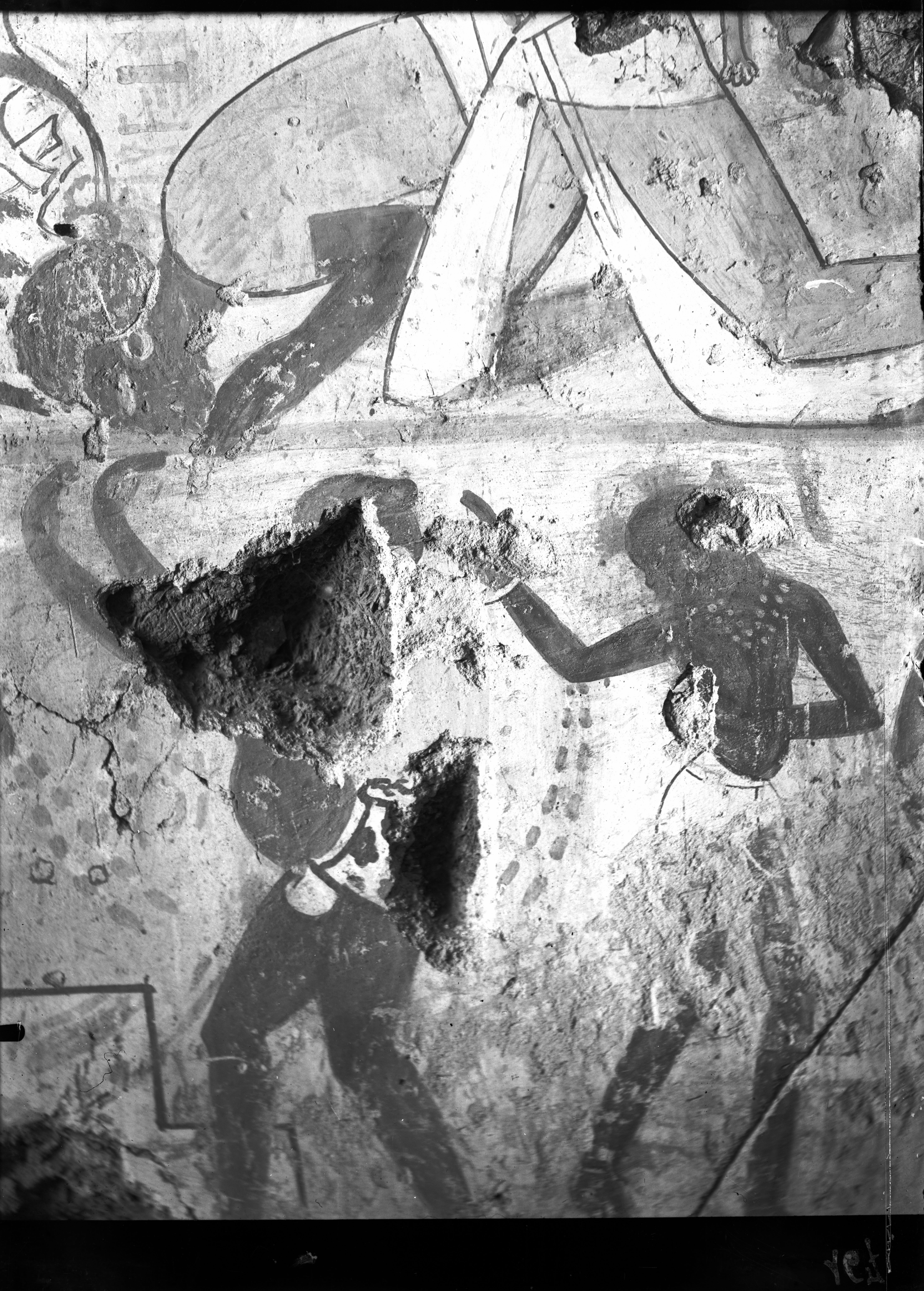
Parete ovest, lato nord della camera trasversale di TT 78, la tomba di Horemheb. Dettaglio del V registro dall’alto con scena di danzatori nubiani. Foto di scavo del 1905-1914. Archivio fotografico Museo Egizio, Torino.

Un breve corridoio dà accesso a una sala trasversale secondo la planimetria a "T" rovesciata tipica delle tombe del periodo. Sulle pareti: (1 in planimetria) scene danneggiate del defunto e della moglie (?) in atto di offertorio con incenso su un braciere; seguono (2) il defunto e la moglie seduti con due fanciulle, seguite da musiciste (liutiste e arpiste), che offrono vasi floreali e i resti di scene di banchetto. In una scena nella parte bassa, la donazione di alcuni tori, di cui uno con le corna inghirlandate. Sul lato corto della sala (3) una stele su due registri sovrapposti, il defunto in adorazione di Anubi e Osiride e il defunto e la moglie in atto di offertorio. Poco oltre (4), il defunto, preceduto da portatori di flabello, offre doni al faraone Thutmosi IV seduto, unitamente a una dea, sotto un'edicola; ancora il defunto che presenzia alla contabilità di provviste per i magazzini di Thutmosi IV mentre tre uomini (fratelli del defunto?) recano fiori, un toro con corna decorate, uno stambecco e una lepre. Oltre il corridoio che dà accesso a una sala perpendicolare, (8) Thutmosi IV seduto sotto un padiglione che riceve dal defunto, distribuiti su cinque registri sovrapposti, tributi da paesi stranieri, dallo stesso Egitto (compresi alcuni cavalli), vasi e un montone da Siriani, prodotti tipici nonché donne e bambini, e bestiame, dalla Nubia. Questi ultimi, tra cui alcuni danzatori, suonatori di trombe e tamburi, sono scortati da soldati egizi. Sul lato corto orientale (7) una stele con lo sciacallo Upuaut e uomini in atto di offrire libagioni; poco oltre (6) una fanciulla offre un vaso al defunto e alla madre (?), i resti di scene con personaggi e il defunto con la piccola principessa Amenemopet (?) sulle ginocchia mentre due fanciulle offrono fiori e una flautista accompagna il ballo di due danzatrici; sono presenti anche tre musicisti ciechi, un arpista, un liutista e un cantante. Segue (5) scena del defunto (?) e di portatori di offerte.
Un corridoio dà accesso a una sala perpendicolare alla precedente sulle cui pareti sono rappresentate (9) scene della processione funeraria, con buoi dalle corna decorate che trainano il sarcofago e statuette del "ba" del defunto. In altra scena (10) un uomo con la lista delle offerte e mazzi di papiro dinanzi al defunto e alla moglie; poco oltre (11) scena di pesatura del cuore (psicostasia) in presenza di Thot e Maat, cui partecipano anche i cartigli dei re Thutmosi III, Thutmosi IV, Amenhotep II e Amenhotep III sovrastati da Osiride. Sulla parete opposta (12) i riti di purificazione sulla mummia e il trasporto di due sarcofagi e liste di offerte rituali; poco oltre (13) il defunto e la famiglia a pesca e mentre si dedica alla caccia di uccelli. Tale sala termina, senza corridoio, in un'altra quasi quadrata, priva di pitture parietali leggibili, il cui soffitto è sorretto da quattro pilastri.

Foto di scavo del 1905-1914. Archivio fotografico Museo Egizio, Torino.
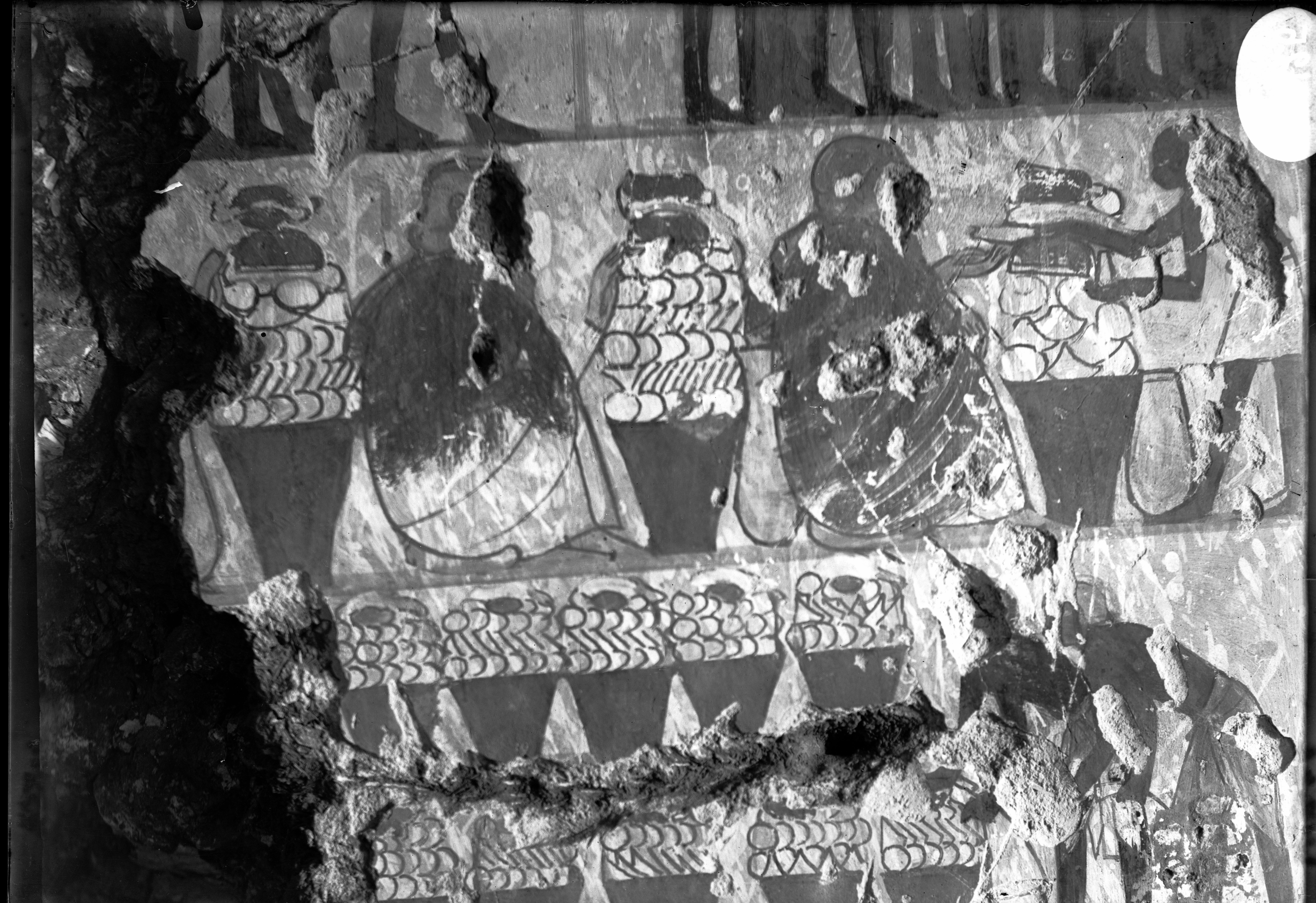
Parete ovest, lato sud della camera trasversale di TT 78. Dettaglio con tavolo colmo di offerte per il defunto.
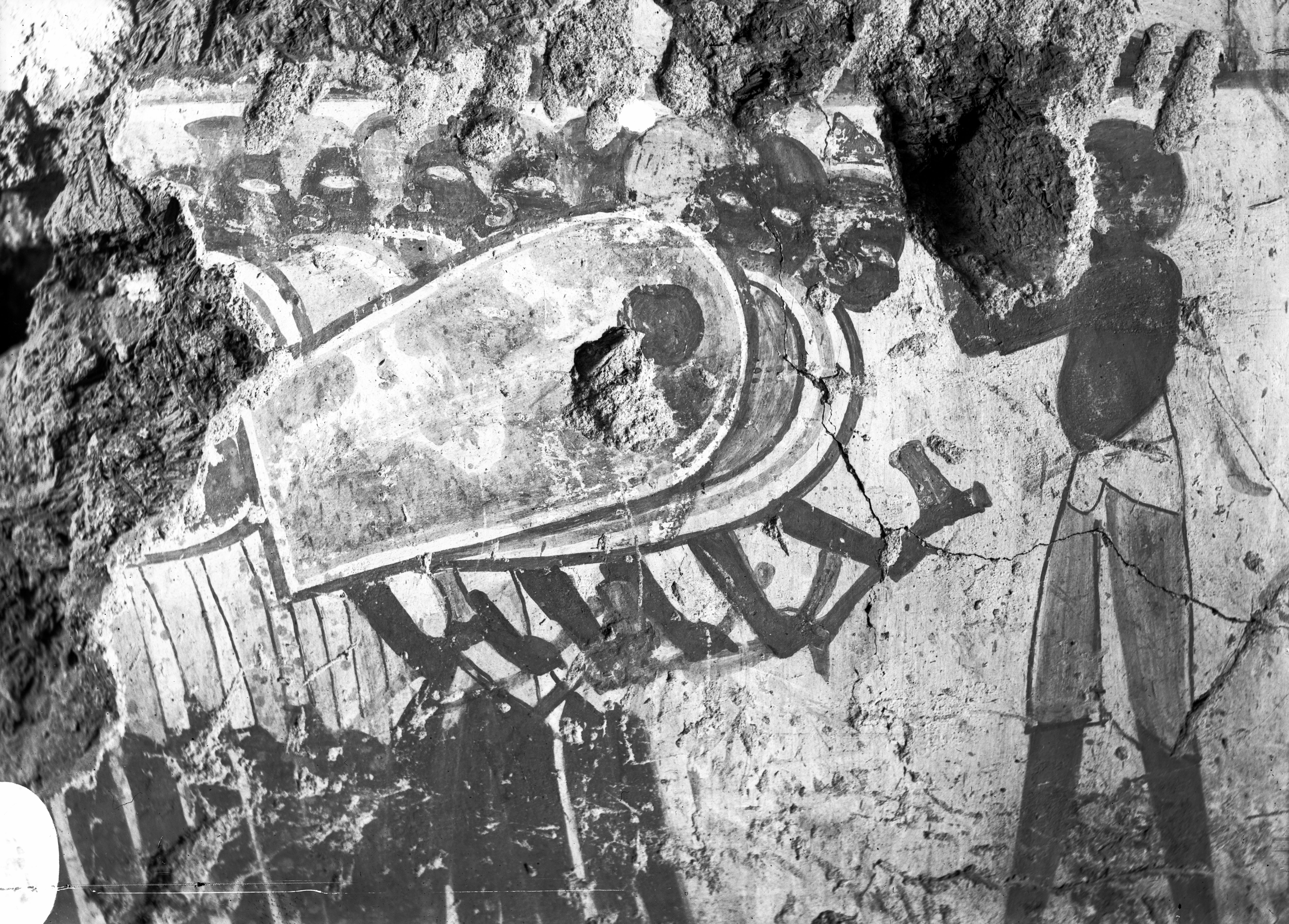
Parete ovest, lato nord della camera trasversale. Dettaglio del V registro dall’alto con scena di soldati: la guardia del faraone.
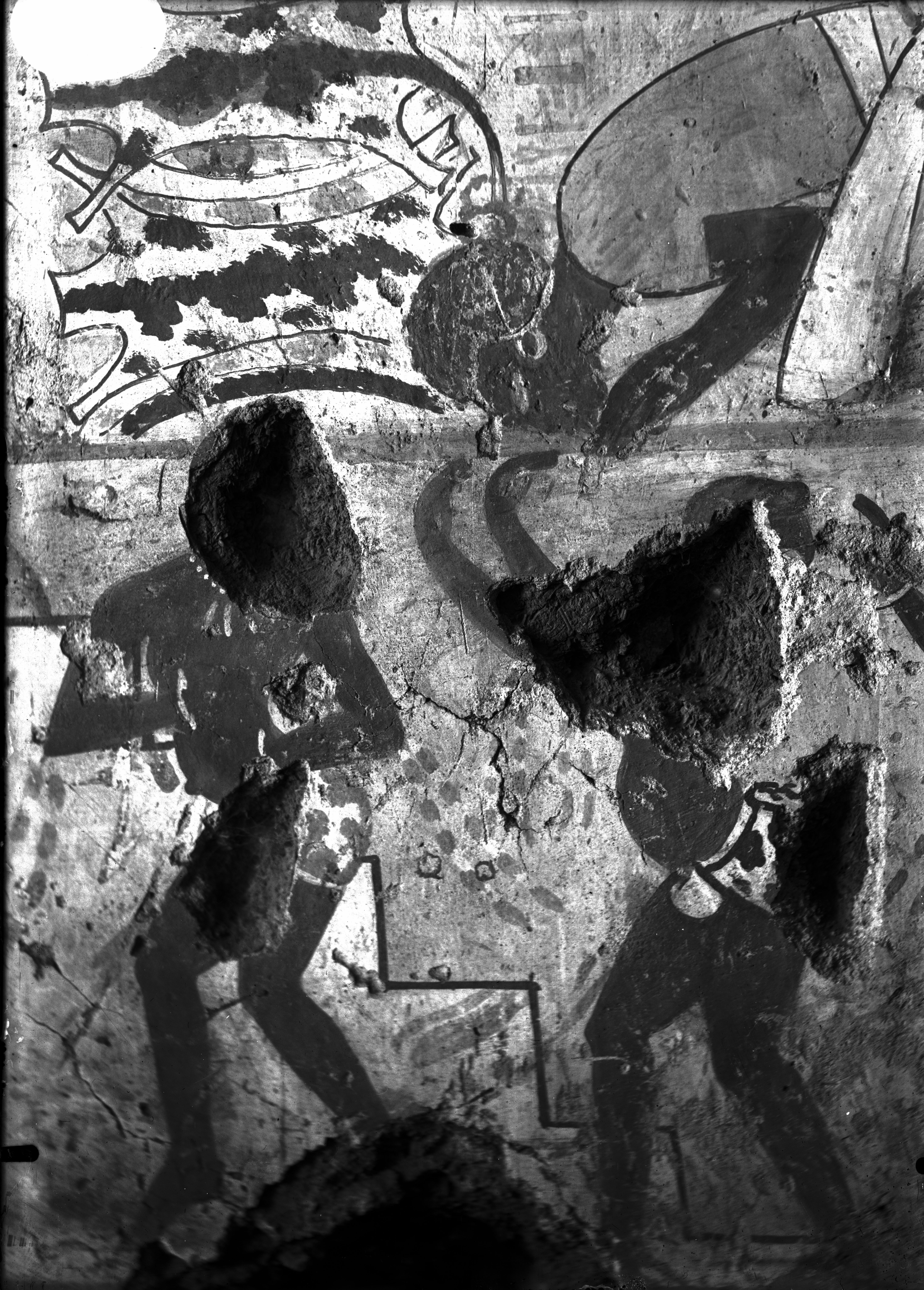
Parete ovest, lato nord della camera trasversale. Dettaglio del IV e V registro dall’alto con scena di tributi a Horemheb, e sotto, scena di danzatori nubiani.

## Reperti musealizzati
Sono provenienti da questa tomba:
- frammenti di testo parietale e di una scena di pesca al Museo Egizio di Firenze (cat. da 2470 a 2474);
- frammenti di una stele rappresentante lo sciacallo Upuaut che sovrasta il defunto inginocchiato in adorazione Museo del Louvre (cat. 68-70).

### Annotazioni
1. ↑  La numerazione dei locali e delle pareti segue quella di Porter e Moss 1927, p. 148.
2. ↑  La prima numerazione delle tombe, dalla numero 1 alla 253, risale al 1913 con l’edizione del "Topographical Catalogue of the Private Tombs of Thebes" di Alan Gardiner e Arthur Weigall. Le tombe erano numerate in ordine di scoperta e non geografico; ugualmente in ordine cronologico di scoperta sono le tombe dalla 253 in poi.
3. ↑  I campi della Duat, ovvero l'aldilà egizio, si trovavano, secondo le credenze, proprio sulla riva occidentale del grande fiume.
4. ↑  Nella sua epoca di utilizzo, l'area era nota come "Quella di fronte al suo Signore" (con riferimento alla riva orientale, dove si trovavano le strutture dei Palazzi di residenza dei re e i templi dei principali dei) o, più semplicemente, "Occidente di Tebe".
5. ↑  le Tombe dei Nobili, benché raggruppate in un'unica area, sono di fatto distribuite su più necropoli distinte.
6. ↑  Le note, sovente di inquadramento topografico della tomba, sono tratte dal "Topographical Catalogue" di Gardiner e Weigall, ed. 1913 e fanno perciò riferimento alla situazione dell'epoca.
7. ↑  Omonimo del faraone Horemheb, successore di Ay e Tutankhamon. Di questo re si sa che pure fu "scriba delle reclute" nell'area siro-palestinese, ma si esclude possa trattarsi del titolare della TT78 che servì sotto i faraoni Thutmosi III e Amenhotep III.

### Fonti
1. ↑  Gardiner e Weigall 1913.
2. ↑  Donadoni 1999,  p. 115.
3. 1 2  Porter e Moss 1927,  p. 152.
4. ↑  Gardiner e Weigall 1913, pp. 22-23.
5. ↑  Porter e Moss 1927,  pp. 152-155.